# 유리 우샤코프
유리 우샤코프(본명: 유리 빅토로비치 우샤코프, 러시아어: Юрий Викторович Ушаков; 1947년 3월 13일 ~ )는 러시아의 전 소련 외교관으로, 1998년부터 2008년까지 미국 주재 러시아 대사를 지냈다. 2012년부터 그는 러시아 대통령의 외교 정책 문제에 대한 자문위원을 맡았다. 러시아 연방의 1급 활동 국가 위원이라는 연방 국가 공무원 계급을 가지고 있다.

## 초기 경력
우샤코프는 모스크바 국립 국제 관계 연구소(MGIMO)를 졸업하고 1970년 소련 외무부에 입대했다. 같은 해에 그는 코펜하겐의 소련 대사관으로 파견되었다. 모스크바로 돌아와서 그는 스칸디나비아 국가부, 사무국에서 일했다. 그는 외교 아카데미에서 고급 교육 과정을 수료하고 박사 학위를 받았다. 북유럽 국가의 외교 정책에 대한 논문을 지지했다.
1986년부터 1992년까지 그는 덴마크 주재 소련 및 러시아 대사관의 참모-특사였다. 1996년부터 1998년까지 유럽 안보 협력 기구(OSCE)의 러시아 대사였다.

## 정부에서
2008년 6월부터 2012년 5월까지 우샤코프는 러시아 연방 정부 참모부 차장이었다. 2012년 5월부터 그는 대통령 행정부에서 국제 문제를 담당하는 러시아 연방 대통령 보좌관이 되었다.
2019년 6월, 우샤코프는 러시아 대통령 블라디미르 푸틴과 중국 국가주석 시진핑이 "새로운 시대로 접어드는 글로벌 파트너십과 전략적 협력"에 대한 새로운 선언에 서명할 것이라고 말하며 "러시아와 중국의 입장은 대부분의 국제 문제에서 매우 가깝거나 완전히 일치한다."라고 말했다.
2022년 2월, 그는 러시아가 우크라이나를 침공할 계획이라는 미국의 경고를 일축하며 "우리는 그들이 러시아의 의도에 대한 명백히 거짓된 정보를 퍼뜨리는 이유를 이해할 수 없다."라고 말했다.
2023년 7월, 우샤코프는 러시아 언론에 54개 아프리카 국가 중 49개 국가가 상트페테르부르크에서 열리는 2023년 러시아-아프리카 정상회의에 대표단의 참여를 확정했다고 말했다.